# ピーターパン (優里の曲)
「ピーターパン」は、日本のシンガーソングライター・優里の楽曲。メジャー1作目の配信限定シングルとして2020年8月9日にリリースされた。

## 概要
優里のメジャーデビュー曲で、ITunesロックチャート1位を獲得している。同曲のミュージックビデオは、エレキコミックのやつい いちろう初監督作品。主演を、福岡発のダンサーyurinasiaがつとめた。
「ピーターパン」は、“一生歌を歌い続け、未来をこの手で掴むんだ！”という優里の決意を込めた楽曲。2021年4月1日からディップ株式会社の新企業CM曲として全国で放送されることが発表となった。
2021年10月27日、チャートイン41週目で 「ドライフラワー」「かくれんぼ」に続いて自身3曲目の「ピーターパン」が、Billboard JAPANチャートにおけるストリーミングの累計再生回数1億回を突破したことが発表された。

## 認定と売上
|                                | 認定 (RIAJ) | 売上/再生回数      |
| ------------------------------ | ----------- | ------------------ |
| ダウンロード                   | 未公表      | -                  |
| ストリーミング                 | ゴールド    | 50,000,000* 回再生 |
| *認定のみに基づく売上/再生回数 |             |                    |